# 42 Orionis
42 Orionis è un sistema stellare di magnitudine 4,59 situato nella costellazione di Orione. Dista 786 anni luce dal sistema solare.

## Osservazione
Si tratta di una stella situata nell'emisfero celeste australe, ma molto in prossimità dell'equatore celeste; ciò comporta che possa essere osservata da tutte le regioni abitate della Terra senza alcuna difficoltà e che sia invisibile soltanto molto oltre il circolo polare artico. Nell'emisfero sud invece appare circumpolare solo nelle aree più interne del continente antartico. La sua magnitudine pari a 4,6 fa sì che possa essere scorta solo con un cielo sufficientemente libero dagli effetti dell'inquinamento luminoso.
Il periodo migliore per la sua osservazione nel cielo serale ricade nei mesi compresi fra fine ottobre e aprile; da entrambi gli emisferi il periodo di visibilità rimane indicativamente lo stesso, grazie alla posizione della stella non lontana dall'equatore celeste.

## Caratteristiche fisiche
La stella è una bianco-azzurra nella sequenza principale; possiede una magnitudine assoluta di -2,32 e la sua velocità radiale positiva indica che la stella si sta allontanando dal sistema solare.

## Sistema stellare
42 Orionis è un sistema stellare, con la componente B che è di magnitudine 7,9, separata da 1,6 secondi d'arco da A e con angolo di posizione di 213 gradi. La stessa stella principale pare essere tuttavia doppia, con le componenti che vengono denominate Aa e Ab, distanziate tra loro di 0,16 secondi d'arco e di magnitudine rispettivamente di 4,9 e 6,3.
La stella eccita e illumina la nebulosa NGC 1977, posta poco a nord della Nebulosa di Orione.